# Завод метанолу в Лавертоні
Завод метанолу в Лавертоні – колишній виробничий майданчик в потужній індустріальній зоні на західних околицях Мельбурну.
Завод, що став до ладу в 1994 році, належав концерну Coogee (також володіє цілим рядом інших хімічних виробництво у різних регіонах Австралії, як то заводи хімії хлору у Квінані, Кемертоні та Літтоні, завод цианіду натрію у Квінані).
Майданчик у Лавертоні мав потужність у 70 тисяч тонн метнолу на рік, а сировиною виступав природний газ (останній може надходити до району регіону по таких трубопроводах як Айона – Мельбурн та Лонгфорд – Мельбурн).
В 2016-му завод закрили через високі ціни на газ.